# ベヘモトプス
ベヘモトプス（学名：Behemotops）は、絶滅した束柱目に属する植物食性の海棲哺乳類の属。古第三紀の前期漸新世（ルペリアン期）から後期漸新世（チャッティアン期）にかけて生息した。束柱目の中では既知の範囲内で最も基盤的であり、他の全ての束柱類の祖先に近いと考えられている。

## 特徴
後の時代の既知の束柱目と比較して、ベヘモトプスはよりゾウのような歯と顎の特徴を有している。ベヘモトプスの大臼歯は咬頭が存在しており、マストドンや他の有蹄類のものに類似する。これはデスモスチルスに見られるような、海草の摂食に適した進化を遂げた可能性のある束ねられた柱状の大臼歯と異なる。いまだ束柱目の類縁関係に未解明の部分は大きいものの、ベヘモトプスの発見により海牛目よりも長鼻目に近縁なことが示唆されている。
B. proteusはデスモスチルスよりも大型であり、体長323センチメートル、体高120センチメートル、体重1979キログラムに達したと推定されている。B. katsuieiは推定体長が290センチメートルであ、2種のうちより小型の種となっている。

## 種

### B. proteus
ベヘモトプスのタイプ種B. proteusのホロタイプ標本USNM 244035は、1976年にアメリカ合衆国ワシントン州クララム郡のオリンピック半島（北緯48度12分 西経123度54分 / 北緯48.2度 西経123.9度、古座標北緯47度48分 西経115度00分 / 北緯47.8度 西経115.0度)で発見され、Domning, Ray & McKenna 1986によりホロタイプ標本に指定された。また、同一の岩石から若い成体の歯LACM 124106も1986年に発見された。
B. proteusのより完全な化石は2007年にカナダのブリティッシュコロンビア州のバンクーバー島で発見された。この新標本には全身の頭蓋骨の左半分が保存されており、複数本の歯、部分的な1本の肩甲骨、ほぼ完全な上腕骨、複数本の肋骨と椎骨が保存されている。本標本の頭蓋骨の特徴はCornwalliusのものと類似しており、このことからCockburn & Beatty 2009はデスモスチルス科とパレオパラドキシア科が従来考えられていたよりも早期に派生したことを結論付けた。またCockburn & Beatty 2009は本標本の歯が全て萌出する一方で骨の遠位骨端が癒合していないことを指摘し、本標本がおそらく亜成体に由来するとした。このことから、Cockburn & Beatty 2009は成体の歯列がデスモスチルスや他のアフリカ獣類と異なり遅延しないと結論し、また歯列の完成が遅いことが束柱目の最も原始的な状態ではないとした。

### B. katsuiei
日本の北海道足寄町 (北緯43度18分 東経143度48分 / 北緯43.3度 東経143.8度:古座標北緯44度36分 東経141度24分 / 北緯44.6度 東経141.4度)では1976年に複数個体の骨格が発見され。本標本は1987年に記載された。本標本は当初前期中新世の化石とみられていたが、1980年代中盤の研究で漸新世のものと判断され、本標本は束柱目のうち日本最古の化石となった。ベヘモトプス属として同定されたのは1986年のことであった。
本種は同じくモラワン層から産出したアショロアとともに、足寄町で化石が発見される脊椎動物からなる足寄動物群に属する。本種とアショロアのタイプ標本は、2018年10月10日に足寄町文化財に、2022年9月30日に北海道天然記念物に指定された。

### かつて分類された種
1986年に記載されたBehemotops emlongiは1994年にB. proteusのジュニアシノニムとされたが、2014年にSuku属の種として独立し、本属から除去されている。本種の最初の標本USNM 186889は巨大な牙を持つ下顎の断片であり、オレゴン州リンカーン郡(北緯44度29分50秒 西経124度05分00秒 / 北緯44.49722度 西経124.08333度)で1969年に発見された。1977年には同地で最初の標本と合致する保存の悪い右の下顎USNM 244033が発見された。この下顎はDomning, Ray & McKenna 1986により本種のホロタイプ標本に指定されている。